# Galaxia espiral M90
Messier 90 (también conocido como M90 o NGC 4569) es una galaxia espiral a unos 60 millones de años luz en la constelación de Virgo. Fue descubierta por Charles Messier en 1781.

## Características
M90 es una de las espirales más grandes del Cúmulo de Virgo. La formación estelar en esta galaxia aparece fuertemente truncada debido a la interacción de esta con el gas caliente existente en el medio intergaláctico del cúmulo. Los brazos espirales tienen un aspecto liso y mal definidos, con apenas rasgos distintivos -muestra de una muy baja o nula tasa de formación estelar en ellos, calculándose que la formación de estrellas cesó en ellos hace alrededor de 300 millones de años-, a diferencia de las galaxias donde hay abundancia de formación estelar, cuyo aspecto es más grumoso y los brazos espirales están mejor definidos.
Ello es debido al rozamiento con el gas intergaláctico caliente antes mencionado al moverse la galaxia a través de él, que los despoja de hidrógeno neutro y por tanto de la capacidad de formar estrellas nuevas; M90 es uno de los mejores ejemplos de "galaxia anémica". Tal rozamiento también ha provocado lo que parece ser un grupo de regiones HII anormalmente elevadas sobre el plano galáctico y que la formación estelar se halle concentrada en sus regiones interiores -donde se halla concentrado todo el gas de la galaxia, así como largas colas de gas ionizado que se extienden a una distancia de hasta 260.000 años luz de ella 
Algunos autores, en virtud de las características observadas en ella, la consideran como una galaxia espiral pasiva similar a las existentes en cúmulos de galaxias ricos con un desplazamiento al rojo elevado.
M90 también es muy rica en cúmulos globulares, con una población de ellos estimada en alrededor de 1000, y parece estar interaccionando con una galaxia irregular cercana, la IC 3583.

## Brote estelar
Sin embargo, y a pesar de su clasificación como galaxia anémica o galaxia espiral pasiva, en el centro de M90 la formación estelar sí es significativa (esta galaxia también es considerada al menos por algunos autores como un ejemplo de galaxia con brote estelar); allí existe un gran cúmulo estelar similar a 30 Doradus pero mucho más brillante y masivo, con alrededor de 50000 estrellas de tipos O y B apiñadas en un volumen de apenas 30 parsecs (diámetro aparente de 9*13 segundos de arco), una masa total de alrededor de 30 millones de masas solares, y nacido hace entre 5 y 6 millones de años. Éste cúmulo está rodeado por una gran cantidad de estrellas supergigantes de tipo espectral A que ocupan un área 10 veces mayor (300 parsecs) y que han nacido en un brote estelar anterior acaecido hace entre 15 y 30 millones de años.
De manera similar a lo que ocurre con otras galaxias con un brote estelar en sus regiones centrales como NGC 253 o M82, los vientos solares y las supernovas producidas por las estrellas del primer brote estelar (se estima que alrededor de 100.000 o incluso más) han expulsado material al halo galáctico en la forma de chorros de gas perpendiculares al plano galáctico y que llegan hasta a 24 kiloparsecs de la galaxia, uno de los cuales está siendo también erosionado por el rozamiento causado por el movimiento de M90 a través del gas intergaláctico de Virgo.

## Desplazamiento al azul
El espectro de M90 muestra un corrimiento al azul atípico que indica que la galaxia se acerca a la Tierra, a diferencia de la mayor parte de las galaxias que muestran un corrimiento al rojo al estar alejándose de nosotros. Se supone que este corrimiento al azul es el resultado de las grandes velocidades que tienen las galaxias dentro del Cúmulo de Virgo -de hecho, parece haber pasado cerca del centro del cúmulo hace 300 millones de años, momento en el que la galaxia sufrió la mayor pérdida de gas y que coincide con el momento en el que la formación estelar cesó en sus regiones externas.- Posiblemente está en proceso de salir de él; se ha especulado que ya podría haberlo abandonado y estar situada a una distancia considerablemente más cercana a nosotros. Sólo una galaxia Messier, M86, se aproxima más rápidamente.

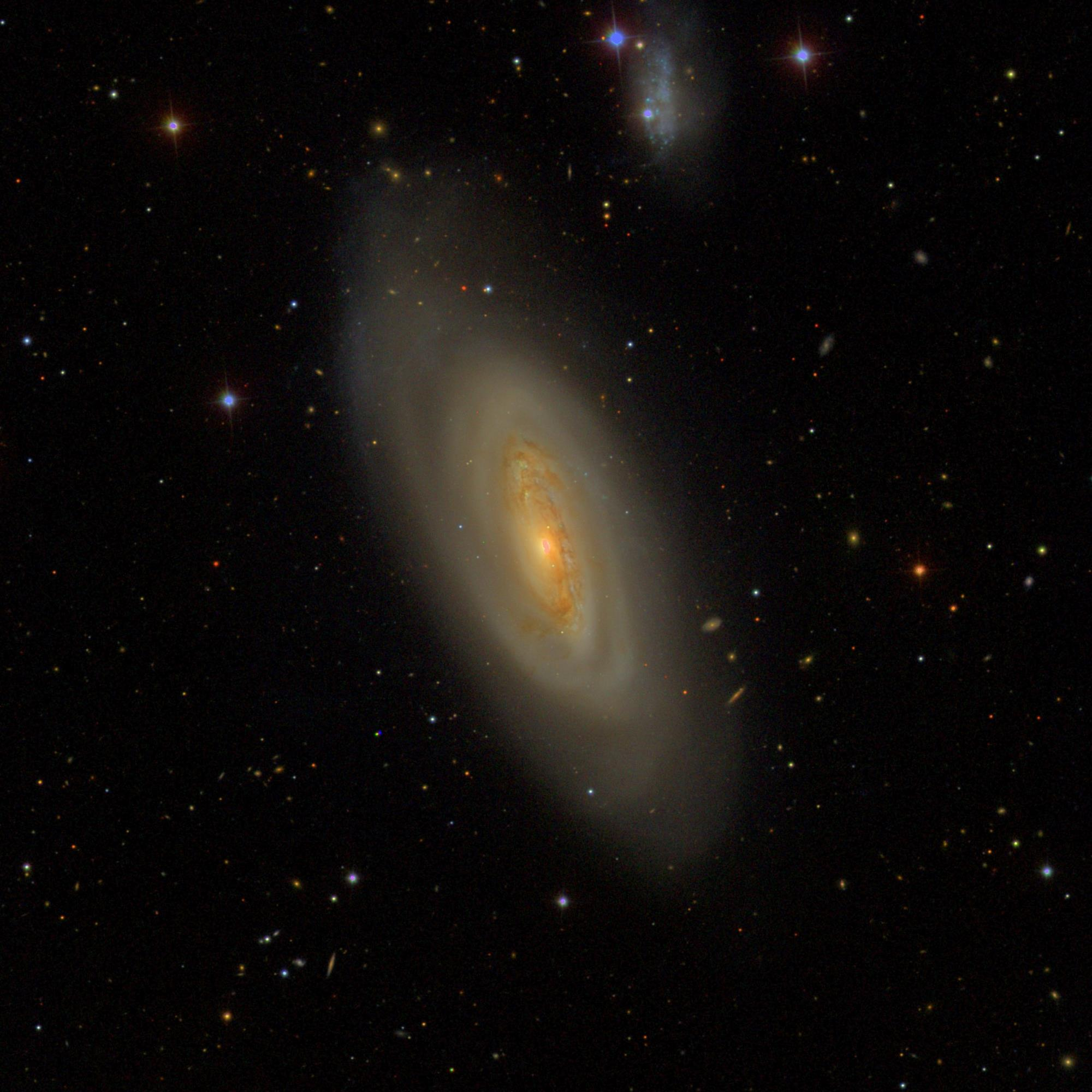
Messier 90 imagen de Sloan Digital Sky Survey
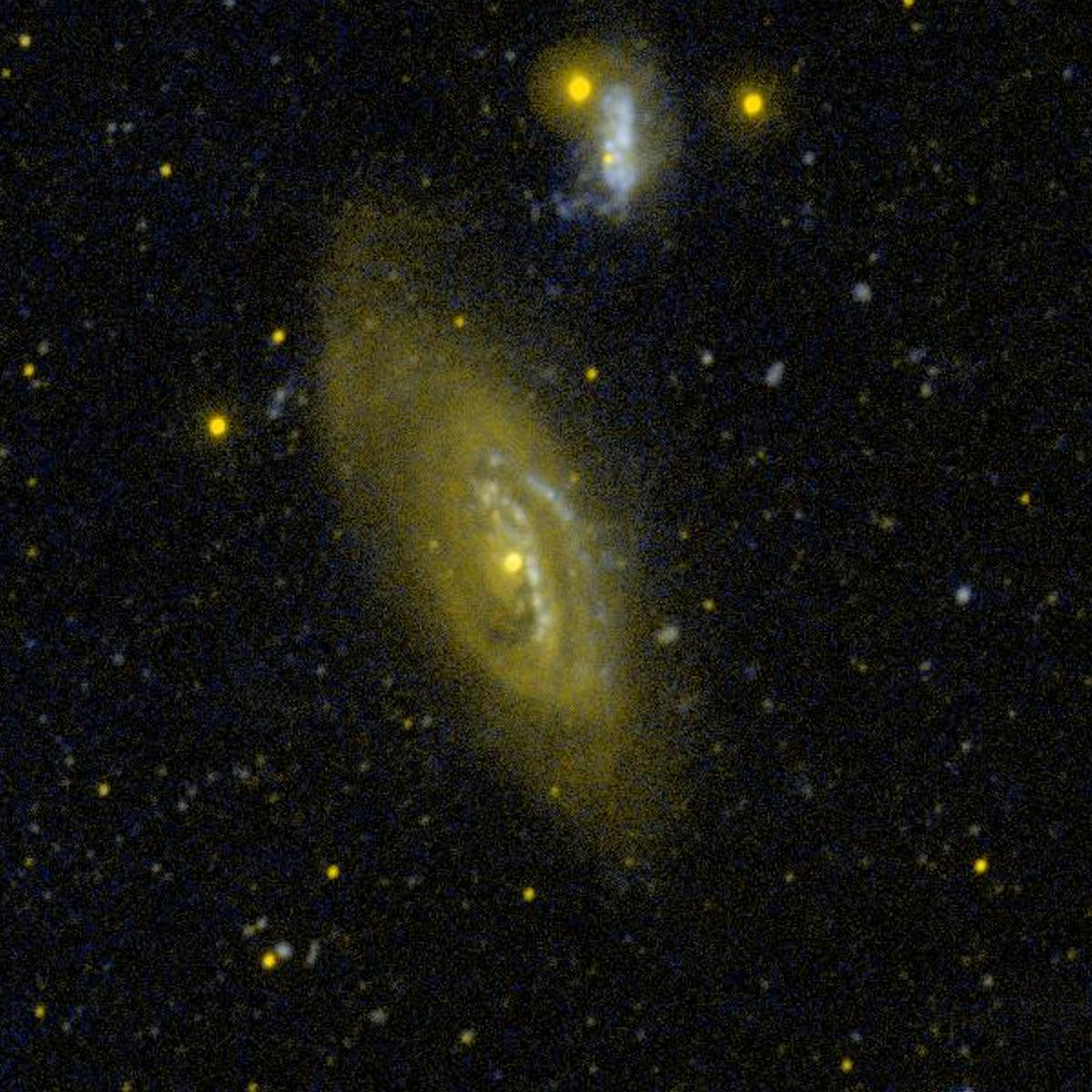
Messier 90 fotografiada por GALEX